# Krigsåret 1935

## Pågående krig
- Abessinienkriget (1935-1936)[1]
  - Etiopien på ena sidan
  - Italien på andra sidan

- Chacokriget (1932-1935)[1]
  - Bolivia på ena sidan
  - Paraguay på andra sidan

- Kinesiska inbördeskriget (1927-1949)
  - Republiken Kina på ena sidan
  - Kinas kommunistiska parti på andra sidan

## Händelser

### Juni
- 14 - Paraguay går segrande ur Chacokriget mot Bolivia.

### Oktober
- 3 - Italien angriper Abessinien. Abessinienkriget utbryter.
- 19 - Den långa marschen når Yan'an.

### December
- 30 - Italien bombar svenska Abessinienambulansen.

### Fotnoter
1. 1 2  ”Chronological List of All Wars”. Arkiverad från originalet den 9 oktober 2014. https://web.archive.org/web/20141009082543/http://www.correlatesofwar.org/COW2%20Data/WarData_NEW/WarList_NEW.pdf. Läst 29 juni 2011.